# Oton Bamberški
Sveti Oton Bamberški (njem.: Otto von Bamberg, polj.: Otton z Bambergu; Mistelbach, 1060. – Bamberg, 30. lipnja 1139.), njemački katolički biskup Bamberga koji je stolovao od 1102. do smrti. Štuje se kao svetac Rimokatoličke crkve.

## Životopis
Bio je rodom iz plemićke obitelji u Mistelbachu nedaleko Bayreutha. Od 1082. služio je kao kapelan poljskog kneza Vladislava I. Hermana, a nastavio je na dvoru rimsko-njemačkog cara Henrika IV., koji ga je 1101. imenovao svojim kancelarom, a potom i biskupom Bamberga. Na tom se mjestu istakao obnovom katedrale oštećene u požaru 1081. i poticanjem tamošnje katedralne škole, a i grad Bamberg se značajno razvio i prosperirao za vrijeme njegovog stolovanja. Na temelju poljsko-pomorjanskog saveza iz 1120. odlazi dva puta kao misionar u Pomorju. Tamo je obratio oko 20.000 ljudi.
Preminuo je 30. lipnja 1139. u Bambergu. Svetim ga je proglasio 1189. papa Klement III. Zaštitnik je nadbiskupije i grada Bamberga, a zazivaju ga kod bjesnoće. Njegovo ime je zapisano u rimskom martirologiju 2. srpnja.